# Rio Dichiu (Ialomicioara)
O Rio Dichiu é um rio da Romênia, afluente do Cărpeniş, localizado no distrito de Dâmboviţa.